# Giorgio Alverà
Giorgio Alverà Pazifico (Cortina d'Ampezzo, 7 agosto 1943 – Cortina d'Ampezzo, 15 gennaio 2013) è stato un bobbista italiano attivo dagli anni sessanta alla metà degli anni ottanta.

## Carriera
Fece parte della nazionale italiana di bob ottenendo ottimi risultati. Nel 1975 a Cervinia divenne campione del mondo di bob a due in coppia con Franco Perruquet. Fu selezionato come riserva per i Giochi olimpici invernali di Sapporo 1972, mentre alle Giochi olimpici di Innsbruck 1976 ha gareggiato sia nel bob a due (sempre in coppia con Perruquet) piazzandosi all'ottavo posto, che nel bob a quattro (in equipaggio con Piero Vegnuti, Adriano Bee e Francesco Butteri) piazzandosi al dodicesimo posto.
È scomparso il 14 gennaio 2013 all'età di 69 anni a causa di una grave malattia.